# جيمس نورنغتون
جيمس نورنغتون (بالإنجليزية:James Norrington) شخصية خيالية ظهرت في سلسلة أفلام قراصنة الكاريبي، عن عميد في البحرية الملكية. قام بتأليفها المؤلف تيد اليوت، و قام بتجسيدها الممثل البريطاني جاك دافنبورت.

## سيرة الشخصية
ترعرع جيمس في بيئة محترمة وملكية بريطانية، لا تعرف الخبث والخيانة والقذارة والقرصنة ولعناتها، كبر بعد ذلك قائدا في البحرية البريطانية الملكية في بحر الكاريبي، حيث ولائه للأمبراطوريه البريطانيه، حتى اشرقت الشمس كأي يوم ما، وفي اشراقها اعدام سبارو شنقا، واشراف جيمس على ذلك الأشراق، فيشق الصفوف حداد بريطاني صديق لسبارو، ويليام ترنر، مساعدا صديقه، فينجح في ذلك، فيعبس اشراق الشمس ليكون فيه خلع جيمس من منصبه، بسبب فشله في تنفيذ الحكم في اخطر القراصنة، ليصبح متشردا سكيرا قرصان منبوذ، فيأتي سبارو ليجعله من طاقمه، فيكون من تلك الفرصة الآتيه من عدو لدود اشراقا آخر فيه تنصيب جيمس قائدا مره آخرى، فيكون في ذلك سببا لموته.

## وصلات خارجية
- قراصنة الكاريبي
- كتلر بيكت